# Мокроволянська сільська рада
49°58′52″ пн. ш. 26°27′35″ сх. д. / 49.98111° пн. ш. 26.45972° сх. д.

Мокроволянська сільська́ ра́да (до 2013 року — Мокровільська сільська рада) — колишній орган місцевого самоврядування, територія якої належала до складу Білогірського району Хмельницької області, Україна. Центром сільради є село Мокроволя. Рада утворена у 1921 році.

## Основні дані
Сільська рада розташована у південній частині Білогірського району, на південний схід від районного центру Білогір'я, на правому березі річки Горині.
Населення сільської ради становить — 1 888 осіб (2001). Загальна площа населеного пункту — 5,17 км², сільської ради, в цілому — 46,49 км². Середня щільність населення — 40,61 осіб/км².
У 2018 році рада ліквідована і приєднана до Білогірської селищної громади.

### Населення
Зміна чисельності населення за даними переписів і щорічних оцінок:
| Роки      | 1986  | 2001   | 2010   | 2011   |
| --------- | ----- | ------ | ------ | ------ |
| Населення | 3 500 | ▼1 888 | ▼1 830 | ▲1 838 |

## Адміністративний поділ
Мокроволянській сільській раді підпорядковуються 3 населених пункти, села:
- Мокроволя
- Жемелинці
- Окіп

## Господарська діяльність
Основним видом господарської діяльності населених пунктів сільської ради є сільськогосподарське виробництво. Воно складається із ТОВ ІВК «Рідний край», ФГ «Мрія», фермерських (одноосібних) та індивідуальних присадибних селянських господарств. Основним видом сільськогосподарської діяльності є вирощування зернових (пшениця, ячмінь, жито, кукурудза), овочевих культур; допоміжним — вирощування технічних культур та виробництво м'ясо-молочної продукції.
На території сільради працює шість магазинів, три загальноосвітніх школи I ст., три дитячих садки, сільський клуб, три фельдшерсько-акушерських пункти (ФАПи), млин, газопровід (38,0 км), водогін (29 км). Всі населенні пункти сільради газифіковано. Сільрада належить до Білогірського поштового відділення (смт Білогір'я).
На території сільради діє три церкви: «Свято-Богоявленська», «Свято-Вознесенська» та «Свято-Різдва Богородиці» всі Української православної церкви. Дерев'яна церква «Свято-Різдва Богородиці» була побудована 1885 року і є визначною пам'яткою архітектури.

## Автошляхи та залізниці
Протяжність комунальних автомобільних шляхів становить 47,9 км, з них:
- із твердим покриттям — 21,4 км;
- із асфальтним покриттям — 8,1 км;
- із ґрунтовим покриттям — 18,4 км.

Протяжність доріг загального користування 29,0 км:
- із асфальтним покриттям — 29,0 км;

Територією сільської ради, із заходу на схід проходить регіональний автомобільний шлях Кременець — Ржищів (Н02), а з півдня на північ — Кам'янець-Подільський — Білогір'я (Р48).
Найближча залізнична станція: Суховоля (смт Білогір'я), розташована на залізничній лінії Шепетівка-Подільська — Тернопіль.

## Річки
Північною частиною території сільської ради, із заходу — південного заходу на північний схід, протікає річка Горинь права притока Прип'яті.